# Baraonna
I Baraonna sono un quartetto vocale italiano, diventato famoso grazie alla partecipazione tra le nuove proposte al Festival di Sanremo 1994 con I giardini d'Alhambra, che vinse il premio della critica e il premio Fonopoli al miglior arrangiamento curato da Giuseppe Vessicchio.
La musica dei Baraonna ha creato uno stile musicale proprio e riconoscibile, miscelando la mediterraneità della tradizione musicale partenopea con il jazz, il funky e lo swing, in un'apprezzabile centrifuga di polifonie e contrappunti di buon livello tecnico.
Dopo varie collaborazioni con artisti come Luciano Berio (Concerto "a cappella" a Firenze), Riccardo Cocciante (Teatro Sistina di Roma e duetto nel CD Un uomo felice), Mango (diverse stagioni di tour dal 2001 in poi), Renato Zero (Premio Fonopoli, Festival Città spettacolo di Benevento e CD L'imperfetto), Renato Carosone (Tu vuò fa l'americano su Raiuno), Renzo Arbore (nel cd Strane Stelle Strane), nel 1995 partecipano all'album di Claudio Baglioni, Io sono qui, al quale seguirà una lunga collaborazione con il cantautore romano: il tour "E festa sia" (Milano, Piazza Duomo, Palermo, Piazza Politeama), diverse edizioni del Festival del Mediterraneo "O' Scià", il cd Crescendo e cercando, il DVD Tutti lì, il video dal Colosseo di Roma.
Nel 2009 hanno cantato nell'ultimo disco di Claudio Baglioni Q.P.G.A., nella canzone Se guardi su, con alla chitarra Pino Daniele.

## Teatro musicale
Nel 2004-2005 hanno partecipato al musical  Insegnami a sognare  e allo spettacolo musicale Buonasera buonasera, di Pino Insegno.  Nel 2006 sono protagonisti dello spettacolo teatrale Insufficienza di prove e successivamente partecipano allo spettacolo Un po' prima della prima portato in scena da Pino Insegno al Teatro Sistina di Roma. Nell'ottobre 2007 sono di nuovo in scena al Salone Margherita di Roma con lo spettacolo per i 60 anni dell'Alitalia: Sulle ali di un sogno. Nel maggio 2008 il loro rientro in televisione come ospiti fissi, musicali nello show Vieni avanti cretino con la regia di Pier Francesco Pingitore, insieme a Pino Insegno, Roberto Ciufoli ed Emy Bergamo, su Rete 4. 
Nel 2009 i Baraonna riprendono le repliche del loro spettacolo Insufficienza di prove, e nel 2010 e 2011 sono nello spettacolo I_pin di Pino Insegno.
Nel 2013 sono protagonisti di Magicamente, musical con le canzoni originali scritte da Vito Caporale, Teatro comunale di Imola. 
Nel 2016 C'era una volta signore e signori buonasera con Pino Insegno
Teatro della Cometa e Teatro Ghione di Roma.
Dal 13 dicembre 2016 al 15 gennaio 2017, il quartetto è in scena al Teatro Olimpico di Roma, con lo spettacolo comico e musicale Che sarà, record assoluto di incassi, con protagonista Maurizio Battista, affiancato dai Baraonna.

## Membri del gruppo
- Vito Caporale
- Piera D'Isanto
- Eleonora Tosto
- Daphne Nisi
- Lorenzo De Angelis

## Discografia
- 1994 - Baraonna
- 1997 - Scacco matto
- 1997 - Lontano del tempo
- 2002 - Italian Vocal Quartet
- 2004 - Insegnami a sognare
- 2013 - Made in Italy
- 2020 - 4

Collaborazioni discografiche:
- 1994 - Renato Zero, L'imperfetto
- 1994 - Riccardo Cocciante, Un uomo felice
- 1994 - A.A.V.V., Innocenti evasioni 2 (nel brano Neanche un minuto di non amore con Mario Lavezzi)
- 1995 - A.A.V.V., Strane stelle strane (nel brano Smorza 'e lights con Renzo Arbore)
- 1995 - Claudio Baglioni, Io sono qui
- 2005 - Claudio Baglioni, Crescendo e cercando
- 2005 - Claudio Baglioni, Tutti qui (DVD)
- 2009 - Claudio Baglioni, Q.P.G.A. (nel brano Se guardi su)

## Baraonna in teatro

### 2016/17
"Che sarà " 
Con Maurizio Battista, Teatro Olimpico di Roma.

### 2016
"C'era una volta signore e signori buonasera"
Con Pino Insegno, Teatro della Cometa e Teatro Ghione di Roma.

### 2012
"Odissea"
Regia di Claudio Insegno, con Gli attori animati, Teatro delle Muse di Roma.

### 2011
"I-Pin" 
Con Pino Insegno, Teatro della Cometa e Teatro Ghione di Roma.
"Facennece 'e cunte "
Regia di Vito Caporale, Teatro delle Muse di Roma.

### 2009
"Insufficienza di prove" regia di Geppi di Stasio, con Chiara Hervatin e Francesco Arienzo Teatro Delle Muse di Roma.

### 2007
“Sulle ali di un sogno” con Pino Insegno regia di Francesca Draghetti Teatro Salone Margherita di Roma.

### 2006
- “Un po' prima della prima” con Pino Insegno, regia di Claudio Insegno Teatro Il Sistina di Roma.
- “Insufficienza di prove” Regia di Renato Giordano Teatro Todinona di Roma

### 2005
“Buonasera buonasera” tour nazionale

### 2004
“Buonasera buonasera” di Claudio Insegno con Pino Insegno. Regia di Claudio Insegno, Teatro Parioli Roma.
“Insegnami a sognare” di Francesca Draghetti e Antonello Sarno, con Pino Insegno, Donatella Pandimiglio e i ragazzi dell'accademia Tuttinscena. Regia di Claudio Insegno, Teatro Sistina e Auditorium Parco della Musica di Roma.

### 2002
“La Signora in Blues” -tour nazionale

### 2000-01
“La Signora in Blues” di P. Palladino con Lino Patruno, Teatro la Cometa di Roma e tour nazionale

### 1999
“C'è da divertirsi, come disse Freud” di Castellacci-Pingitore con Pippo Franco, Teatro Totò di Napoli e tour nazionale

### 1997
“Siamo in onda”, Teatro Tordinona di Roma
“Lontano nel tempo” di R.Giordano, Teatro Tordinona di Roma